# 上越教育大学附属幼稚園
上越教育大学附属幼稚園（じょうえつきょういくだいがくふぞくようちえん、Kindergarten Attached to Joetsu University of Education）は、新潟県上越市屋敷町にある国立大学法人上越教育大学の附属学校。

## 沿革

### 経緯
上越教育大学附属幼稚園は、国立幼稚園の中では新しい学校である。

### 年表
- 1991年4月1日 - 上越教育大学学校教育学部附属幼稚園設置
- 1992年4月1日 - 園舎竣工。新装となった園舎に移転
- 2004年4月1日 - 国立大学法人化により上越教育大学附属幼稚園となる

## 教育方針

### 任務
義務教育の学校として
教育基本法、学校教育法、その他の教育関係諸法規に基づき、園児の心身の発達に応じた就学前教育を行う。
教育実習校として
上越教育大学学校教育学部学生の教育実習の場として学生の指導に当たる。
研究校として
大学及び附属小学校と一体になり、教育理論及び実践に関する研究を行う。さらに、幼稚園独自の立場から研究、実践し、地域の教育現場に寄与できる資料を提供する。